# TMF – Technologie- und Methodenplattform für die vernetzte medizinische Forschung
Die TMF – Technologie- und Methodenplattform für die vernetzte medizinische Forschung (kurz: TMF) ist eine Non-Profit-Organisation (gemeinnütziger Verein) mit Sitz in Berlin. Ihre Aufgabe ist es, die organisatorischen, rechtlichen und technologischen Voraussetzungen für die klinische, epidemiologische und translationale Forschung zu verbessern.
Der Verein wird vom Bundesministerium für Bildung und Forschung (BMBF) gefördert. Mitglieder sind überregionale medizinische Forschungsnetzwerke, vernetzt arbeitende universitäre und außeruniversitäre Forschungsinstitute oder -zentren, Methodenzentren, regionale Verbundprojekte sowie kooperative Studiengruppen. Ende Dezember 2021 hatte der Verein nach eigenen Angaben 32 Mitglieder. Dabei arbeitet die TMF u. a. bei Gutachtenerstellungen unter anderem auch mit dem BQS, der Medizininformatik Initiative (MII), dem Netzwerk Universitätsmedizin (NUM), der Nationale Forschungsdateninfrastruktur (NFDI) u. ä. zusammen.

## Geschichte
Der Verein wurde 1999 unter dem Namen „Telematikplattform für Medizinische Forschungsnetze“ als Querschnittsförderprojekt des BMBF zu den großen Fördermaßnahmen für die Verbundforschung der ausgehenden 1990er Jahre (Kompetenznetze in der Medizin, Koordinierungszentren für Klinische Studien, Nationales Genomforschungsnetz) initiiert. Die Plattform war in dieser Phase förderrechtlich beim Fraunhofer-Institut für Software- und Systemtechnik ISST verankert und wurde von einem Koordinierungsrat geleitet. Im August 2003 wurde mit dem TMF e. V. eine eigene Rechtsform gegründet, die ab dem 1. Januar 2004 ihren Vereinssitz und ihre Geschäftsstelle in der Bundeshauptstadt Berlin hatte.
Von Ende 2003 bis Mitte 2010 stieg die Zahl der Mitgliedsverbünde nach eigenen Angaben von 31 auf 81. Damit zusammenhängend verbreiterte sich das thematische Spektrum der TMF, die zunächst primär auf Fragen der IT-Infrastruktur ausgerichtet war. Die Themen reichen heute nach eigenen Angaben von rechtlichen und ethischen Rahmenbedingungen und Fragen der IT-Infrastruktur über Qualitätsmanagement und Standards für Klinische Studien (inkl. Medizintechnik) sowie den Themenkomplex Biobanken und molekulare Medizin bis hin zum Problem der Verzahnung von Forschung und Versorgung oder Fragen der Verbundkoordination und der Öffentlichkeitsarbeit. Im April 2010 beschloss die Mitgliederversammlung eine Umbenennung der TMF, da der Begriff „Telematikplattform“ diesem breiten Spektrum nach eigenen Angaben nicht mehr gerecht wurde. Der neue Name „TMF – Technologie- und Methodenplattform für die vernetzte medizinische Forschung e. V.“, der die Aufgaben und Themen der TMF auf spezifischere Weise erfasst, wurde im Juni 2010 ins Vereinsregister beim Amtsgericht Charlottenburg in Berlin eingetragen.

## Tätigkeit
Der Verein stellt öffentlich unter anderem Gutachten, Leitfäden und IT-Anwendungen sowie Schulungs- und Beratungsangebote bereit. Ausgewählte Ergebnisse werden in der Schriftenreihe publiziert. Die Produkte werden nach eigenen Angaben von den Mitgliedsverbünde entwickelt, die in den interdisziplinären Arbeitsgruppen zusammenkommen. Ziel dieser Kooperation ist es nach eigenen Angaben, von vorhandenen Erfahrungen gegenseitig zu profitieren, Doppelarbeit zu vermeiden und professionelle Lösungen zu erarbeiten. Nach eigenen Angaben wird angestrebt, zu diesen Lösungen einen Konsens in der Forschergemeinschaft herzustellen und ihre konsequente Nutzung und langfristige Verfügbarkeit zu gewährleisten.
Mit Stand Mai 2025 führt die TMF folgende dabei sechs Themen als ihre derzeitigen inhaltlichen Schwerpunkte auf:
- Qualitätsmanagement
- IT-Infrastruktur
- Digitalisierung und E-Health
- Genommedizin und Biobanken
- Kommunikation und Stakeholder Engagement
- Klinische Forschung, Register, Versorgungsforschung

### Nutzungs- und Lizenzbedingungen
Der Verein hat für die Weitergabe ihrer Produkte Nutzungs- und Lizenzbedingungen entwickelt, die grundsätzlich die freie Verfügbarkeit der Ergebnisse für die medizinische Forschung garantieren und zugleich sicherstellen, dass Rückmeldungen von den Anwendern an diesen zurückfließen und so bei der Weiterentwicklung der Produkte berücksichtigt werden können.
Beispiele:
- Werkzeuge zur Konzeption datenschutzgerechter Datensammlungen: Generische Datenschutzkonzepte
- Werkzeuge zur Pseudonymisierung: PID-Generator
- Werkzeuge zur standardisierten Datenverarbeitung in klinischen Studien: MAKS
- Werkzeuge zur Erstellung und Konsentierung medizinischer Versorgungsleitlinien: Leitlinien-Portal
- Werkzeuge zum Qualitätsmanagement und zur Harmonisierung von Arbeitsprozessen in klinischen Studien: SOPs

Der Verein betreibt Forschungsinfrastrukturen wie das Deutsche Biobanken-Register oder – gemeinsam mit der Universität Münster und dem Friedrich-Loeffler-Institut – die Nationale Forschungsplattform für Zoonosen.

### Ziele
Ziele des Vereins sind:
- methodisches Know-how und Infrastrukturen für die medizinische Forschung breit verfügbar zu machen,
- die Harmonisierung, die Interoperabilität und das Qualitätsmanagement in der vernetzten medizinischen Forschung durch entsprechende Infrastruktur, Leitfäden und Services zu stärken,
- die Kollaboration in der deutschen medizinischen Forschung sowie deutsche Forscher in internationalen Kooperationen zu stärken,
- die Verstetigung und Nachhaltigkeit akademischer medizinischer Forschungsprojekte zu unterstützen und
- einen Beitrag zu sinnvollem Mitteleinsatz in der öffentlich geförderten medizinischen Forschung zu leisten, indem sie Doppelentwicklungen vermeiden hilft und die Wiederverwendung vorhandener Lösungen organisiert.

### Adressaten
Mit ihren Produkten und Services adressiert die TMF vor allem die nicht-kommerzielle, akademische – universitäre wie außeruniversitäre – Forschung in Deutschland. Alle Download-geeigneten Produkte und Ergebnisse stehen auf der TMF-Website bereit. Zusätzlich werden ausgewählte Konzepte, Leitfäden und Hilfstexte in der TMF-Schriftenreihe veröffentlicht. Einzelne Software-Werkzeuge sind nur über den direkten Kontakt zur TMF-Geschäftsstelle erhältlich, die dann auch für die Betreuung bei der Implementierung und Nutzung sorgt.

## Aufbau und Struktur

### Struktur
Zentrales Entscheidungsorgan ist die Mitgliederversammlung, die die strategische Steuerung an einen neunköpfigen Vorstand aus ihren Reihen delegiert. Der Vorstand ist das Exekutivorgan der TMF und vertritt diese in der Öffentlichkeit. In strategischen Fragen konsultiert der Vorstand den Rat der Förderer, in dem das BMBF, der Projektträger Gesundheitsforschung im DLR sowie die Deutsche Forschungsgemeinschaft (DFG) vertreten sind und der unter anderem auch die ordnungsgemäße Verwendung der von den Mitgliedern zur Verfügung gestellten Mittel, die überwiegend aus öffentlichen Förderungen stammen, kontrolliert. Der Beirat ist darüber hinaus für den Austausch mit weiteren relevanten Gremien und Institutionen im Gesundheitswesen verantwortlich. Die Geschäftsstelle befindet sich in Berlin-Mitte.

### Arbeitsgruppen
Die Arbeitsgruppen fördern den Erfahrungsaustausch der Forscher und bieten Unterstützung
- zu Fragen der konkreten Umsetzung von Datenschutz und ethischen Richtlinien,
- zum Aufbau von Forschungsinfrastrukturen wie Datenbanken für Forschungsregister und Biobanken,
- zur strategischen Nutzung von Informationstechnologie für die Prozessunterstützung wie für die wissenschaftliche Auswertung,
- zu Rechtsfragen in vielerlei Hinsicht, beispielsweise zum Vertragsrecht innerhalb von Netzwerken, zu Patienteneinwilligungen oder zu Verwertungsfragen,
- zu Fragen der Organisation und des Managements von Forschungsnetzen und ihren Projekten sowie
- zu Fragen des Budgetmanagements, der Finanzierung und der Nachhaltigkeit von mit öffentlichen Geldern aufgebauten Netzwerkstrukturen.

Derzeit (Stand November 2012) sind neun Arbeitsgruppen aktiv:
- Arbeitsgruppe Datenschutz
- Arbeitsgruppe IT-Infrastruktur und Qualitätsmanagement
- Arbeitsgruppe Biomaterialbanken
- Arbeitsgruppe Molekulare Medizin
- Arbeitsgruppe Management Klinischer Studien
- Arbeitsgruppe Medizintechnik
- Arbeitsgruppe Zoonosen und Infektionsforschung
- Arbeitsgruppe Netzwerkkoordination
- Arbeitsgruppe Wissenschaftskommunikation

## Mitglieder
Mitglieder des Vereins sind nach eigenen Angaben universitäre und außeruniversitäre medizinische Forschungsinstitutionen und Forschungsnetzwerke. Hierzu gehören Vertreter faktisch jeder größeren Förderlinie zur Verbundforschung seit 1998:
- Kompetenznetze in der Medizin
- Koordinierungszentren für Klinische Studien (KKS/ZKS)
- Nationales Genomforschungsnetz (NGFN)
- Deutsche Zentren der Gesundheitsforschung (DZG): DZD, DZNE, DZL, DZHK, DKTK, DZIF
- Integrierte Forschungs- und Behandlungszentren (IFB)
- Nationale Kohorte
- zentralisierte Biobanken (cBMB)
- Fraunhofer-Gesellschaft
- Gesundheitsregionen der Zukunft
- Zoonosen-Forschungsverbünde
- Forschungsnetzwerke für Seltene Erkrankungen
- Medizintechnik-Forschungsverbünde
- Psychotherapie-Forschungsnetzwerke
- Forschungsnetzwerke zur Molekularen Diagnostik
- Transregio-Sonderforschungsbereiche der DFG
- etc.